# Cathédrale de Cividale del Friuli
L'église paroissiale de l'archidiocèse d'Udine, également appelée cathédrale de Cividale del Friuli ou  cathédrale de l'Assomption, est le dôme de Cividale del Friuli, dans la province d'Udine, dans la région autonome du Frioul-Vénétie Julienne en Italie.
Elle porte le titre de basilique mineure. L'église a été construite aux XVe et XVIe siècles pour remplacer l'ancienne cathédrale effondrée du patriarcat d'Aquilée, dont le siège épiscopal avait été transféré à Udine en 1238.

## Histoire
La première église construite à cet endroit remonte au VIIIe siècle, commandée par le patriarche Callisto qui a déplacé l'évêché du patriarcat d'Aquilée de Grado à Cividale. Cette cathédrale conserve sa fonction jusqu'à ce que le patriarcat déménage à nouveau à Udine en 1248 ; le terme Duomo est également utilisé pour l'église d'aujourd'hui. En 1348, elle est gravement endommagée par un violent séisme, information peu documentée. Elle subit d'autres dommages lors du tremblement de terre du 8 août 1364. Au milieu du XVe siècle, la reconstruction de l'édifice sacré en style gothique international est confiée à Bartolomeo delle Cisterne. Les travaux durent longtemps, l'architecte meurt en 1480, la construction reste inachevée.
Le 29 janvier 1502, une pile de la nef droite cède, provoquant l'effondrement d'une grande partie de la structure. Peu de temps après, la reconstruction est confiée à Pietro Lombardo qui construit la cathédrale actuelle dans un style mixte gothique international et Renaissance. Après la mort de Lombardo au printemps 1515, le bâtiment est encore inachevé ; il est terminé et consacré le 9 mai 1529. Le campanile est ensuite été ajouté entre le  XVIIe et le XVIIIe siècle, construit  à la place d'une petite église dédiée à saint Antoine.
À la fin du XVIIIe siècle, les architectes Giorgio Massari et Bernardino Maccarucci procèdent à une vaste restructuration intérieure.
En juin 1909, le pape Pie X élève l'église au rang de basilique mineure. Après le séisme du 6 mai 1976 au Frioul, le bâtiment doit être rénové

## Description

### Structure
Les trois nefs de l'église-halle forment un plan rectangulaire et se terminent chacune par une abside. Celle du chœur s'avance sur le mur oriental. La nef médiane, plus large, est couverte d'une voûte en berceau, les nefs formant les bas-côtés latéraux de voûtes croisées. En plus de la simple façade d'entrée à trois ouvertures, le clocher de l'église s'élève sur le côté droit. La sacristie est à droite du chœur.

### Intérieur

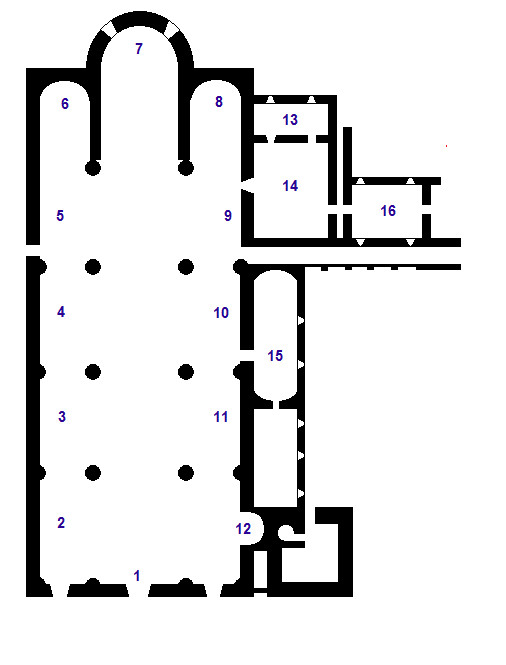
Plan de la cathédrale 1 - arrière de la façade avec le monument équestre de Marcantonio di Manzano
2 - Monument au patriarche Nicolò Donato
3 - Autel des Saints Giuseppe, Rocco et Sebastiano
4 - Autel avec Cinq saints qui adorent la Croix
5 - Grand crucifix en bois du Xe siècle
6 - Abside gauche
7 - Chœur
8 - Abside droite avec l'autel de San Donato
9 - Orgue
10 - Autel avec Crucifix et saints
11 - Autel de la Vierge
12 - Fonts baptismaux du XVIIe siècle
13 - Sacristie
14 - Presbytère
15 - Salle du Trésor
16 - Salle capitulaire.

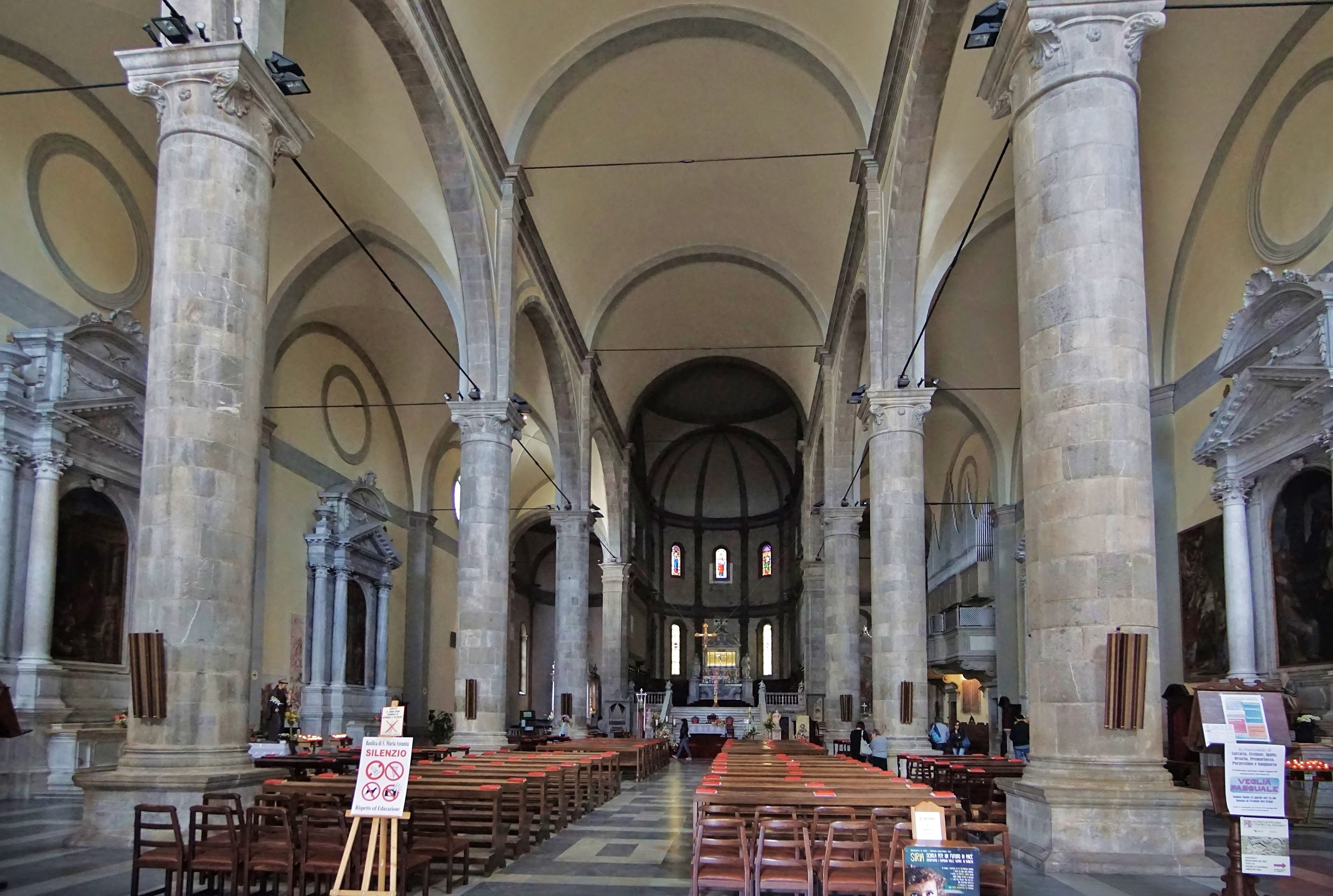
Intérieur.

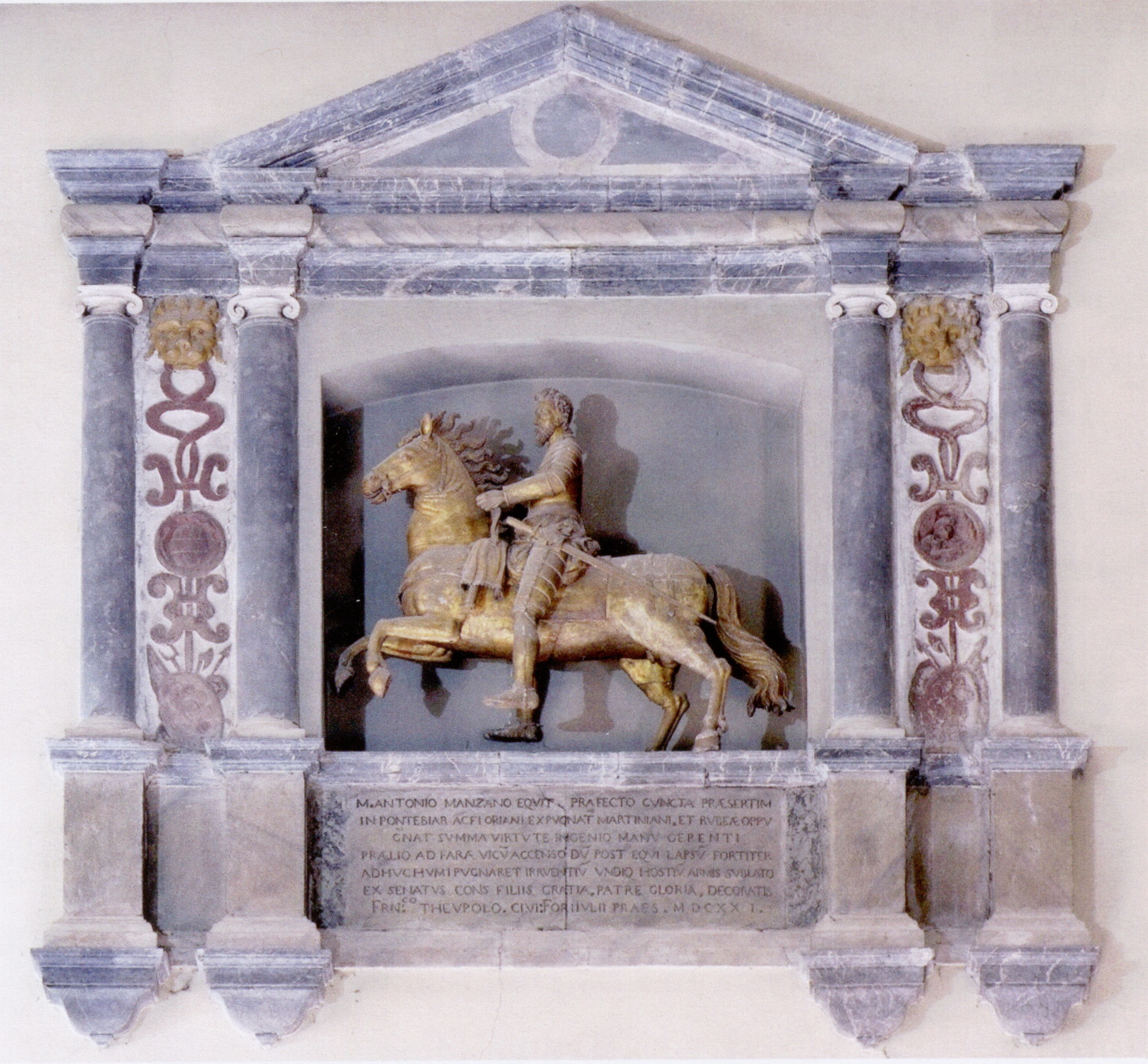
Monument équestre de Marcantonio di Manzano, condottiere appartenant à la famille noble des di Manzano, mort héroïquement en 1617 lors du siège de Gradisca.

Sur le mur intérieur de la façade, juste au-dessus du portail principal, se trouve le monument équestre de Marcantonio di Manzano, un condottiere appartenant à la famille noble des di Manzano, décédé héroïquement en 1617 lors du siège de Gradisca. La sculpture en bois laqué a été commandée par les Cividales en 1621 et est l'œuvre de Girolamo Paleario.
Au-dessus des portes, quatre pierres tombales rappellent certains moments marquants de l'histoire du Duomo et célèbrent ses bienfaiteurs.
L'autel principal d'aujourd'hui est un autel de table qui se dresse sur un îlot d'autel devant l'entrée du chœur dans la nef.
La cathédrale abrite des œuvres significatives :
- le crucifix en bois, placé dans la nef gauche, réalisé au XIIIe siècle[5],
- l'autel du Saint-Sacrement, exécuté en 1580 par Ercole et Orazio Liberale. Une figure du Christ ressuscité se dresse sur le dôme de l'autel de l'édicule,
- le Retable de Pilgrim II, l'un des chefs-d'œuvre médiévaux les plus importants de la joaillerie italienne. Aujourd'hui placée sur le maître-autel, il se compose de cent vingt-trois plaques d'argent doré repoussé. La partie centrale est occupée par une Vierge à l'Enfant, entre les archanges Michel et Gabriel. Sur les côtés, vingt-cinq figures de saints sont représentées dans deux compartiments de trois bandes superposées. Il est encadré par une séquence de vingt-trois personnages bibliques et la figure complète du patriarche, Pilgrim II. Le style de l'ouvrage rappelle les modules byzantins, adoucis par un plasticisme roman. L'inscription latine a été réalisée à l'aide de pointeaux individuels[6],
- une Vesperbild (pietà) de l'école allemande du XVe siècle,
- une Vierge en majesté avec des saints de Matteo Ponzone (1617),
- La Lapidation de saint Etienne de Palma le Jeune (1606),
- La Dernière Cène de Palma le Jeune (1606),
- l'Annonciation de Pomponio Amalteo (1546) dans l'abside droite,
- les Fresques de la sacristie de Giuseppe Diziani et Giuseppe Mattioni,
- un Via Crucis en terre cuite de Max Piccini (1964),
- le monument funéraire du patriarche Nicolò Donato, placé au début de la nef gauche, près d'une entrée, construit à partir de 1515 par Giovanni Antonio di Bernardino da Carona.

Les fonts baptismaux en marbre noir sont de style baroque. Le couvercle est orné d'une petite figure sculptée et colorée saint Jean-Baptiste.
Chaque année, le 6 janvier, la messe du Spadone a lieu dans cette église, un rituel unique en son genre qui remonte à 1366.

## Musée
Le Musée chrétien jouxte la cathédrale. Un trône lombard, les fonts baptismaux Callixtus et l'Autel du duc Ratchis y sont conservés, ainsi que des fresques et des représentations de la vie lombarde exécutées avec la technique du sgraffite.